# Armando de Lacerda
Armando Soeiro Moreira de Lacerda (Porto, 15 d'agost de 1902 - Coimbra, 30 d'agost de 1984) fou un germanista i romanista i sobretot fonetista portuguès.

## Vida i obra
Lacerda va estudiar Filologia Germànica a la Universitat de Porto on es va llicenciar el 1930. Un any més tard, anà amb una beca a Alemanya per especialitzar-se en fonètica experimental a la Universitat d'Hamburg. Després va continuar els estudis a la Universitat de Bonn, amb el fonetista
Paul Menzerath. Allà va desenvolupar diversos aparells per a l'estudi de la fonètica. Va crear la tècnica de la cromatografia. El 1937 va fundar un laboratori de fonètica a la Universitat de Coimbra, i el 1952 la revista Revista do Laboratório de Fonética Experimental. Del 1950 al 51 va estar la Universitat de Wisconsin per estudiar, amb Martin Joos, espectografia. Va col·laborar també a la fundació de laboratoris de fonètica en universitats brasileres (Baía 1956; Rio de Janeiro 1957). Es va jubilar el 1972 de la Universitat de Coimbra.

## Publicacions
- Almas revôltas. Tragédia em 4 actos, Porto 1926
- (amb Paul Menzerath) Koartikulation, Steuerung und Lautabgrenzung. Eine experimentelle Untersuchung, Berlin 1933
- A contribuição científica portuguesa no campo da fonética experimental. Comunicação apresentada ao Congresso da Actividade Científica Portuguesa, Coimbra 1940
- Características da entoação portuguesa, 2 vol., Coimbra 1941
- (amb María Josefa Canellada) Comportamientos tonales vocálicos en español y portugués, Madrid 1945
- (amb Antoni Maria Badia i Margarit) Estudios de fonética y fonología catalanas, Madrid 1948
- (amb Nelson Rossi) Particularidades fonéticas do comportamento elocucional do falar do Rio de Janeiro em confronto com o português normal de Portugal, Coimbra 1958
- (amb Emmanuel Companys) Notes pour l'étude de l'activité nasale en français, Coimbra 1958
- (amb Brian Franklin Head) Análise de sons nasais e sons nasalizados do português, Coimbra 1963
- Objectos verbais e significado elocucional toemas e entoemas entoção, Coimbra 1975